# Schweina
Schweina é uma localidade e antigo município no Wartburgkreis na Turíngia (Alemanha). A localidade está no noroeste da Floresta da Turíngia, uma região caracterizada por montanhas íngremes e extensas florestas. Desde 31 de dezembro de 2012, forma parte da cidade de Bad Liebenstein.